# Christian Pirner
Christian Pirner (* 9. Januar 1883 in Roth/Mittelfranken; † 20. April 1968 in München-Pasing) war ein deutscher General der Polizei und Chef der Bayerischen Landespolizei von 1930 bis 1933.

## Leben
Geboren in eine protestantische Familie in Roth, tat er seit 1901 Dienst in der Bayerischen Armee. Pirner war um 1910 Leutnant im Königlich Bayerischen Telegraphen-Detachement in München. Er absolvierte 1913 die Bayerische Kriegsakademie und war Hauptmann i. G. während des Ersten Weltkriegs.
Ab Januar 1919 erfolgte die Verwendung im Bayerischen Staatsministerium für militärische Angelegenheiten. In der Zeit vom 30. April bis 3. Juni 1919 wurde er mit fünf weiteren Offizieren zum Schutz der deutschen Delegation auf der Pariser Friedenskonferenz abkommandiert.
Ab Dezember 1919 war er im Staatsministerium des Innern. Er war ab 1920 dort Regierungsrat und Referent für Angelegenheiten der Landespolizei. Seine Haltung während des Hitler-Putsches 1923 ist unklar. Anfang 1930 löste er Hans von Seißer als Chef der Bayerischen Landespolizei ab, sein Rang war Polizeioberst. Im März 1933 wurde er auf Veranlassung Adolf Hitlers zum General der Landespolizei ernannt. Zum 1. Juni 1933 wurde er in den einstweiligen, 1935 in den endgültigen Ruhestand versetzt. Die Leitung der Landespolizei übernahm Heinrich Döhla. Er lebte in München-Pasing.
Eine Berufung zum Head of Public Safety Department durch die amerikanische Militärregierung scheiterte im Juli 1945. Nach den Angaben seiner Familie lebte er einige Zeit unter falschem Namen in Frontenhausen und kehrte später nach Pasing zurück.  Er starb 1968 dort.